# Ken Wahl
Ken Wahl (31 de octubre de 1954) es un actor estadounidense.

## Carrera
Nacido en Chicago Illinois, EUA. Comenzó su carrera en 1979 en la película The Wanderers, dirigida por Phil Kaufman. 
Actuó junto  a Paul Newman y Edward Asner en Fort Apache, The Bronx (1981), y con Lee Marvin y Ernest Borgnine en The Dirty Dozen: Next Mission (1985). También participó en las películas: Race for the Yankee Zephyr (1981), The Soldier (1982), The Gladiator (1986), y Omega Syndrome (1987).
En 1987 tuvo un papel protagonista en la serie de televisión Wiseguy como Vinnie Terranova. La serie duró hasta 1990 y Wahl ganó un premio Golden Globe. Wahl escribió un episodio de Wiseguy en 1989 e hizo su debut como director en un episodio en 1990. En 1996 se realizó una adaptación cinematográfica de Wiseguy, con Wahl repitiendo su papel. Wahl recibió buenas críticas por su actuación del crítico de cine: John J. O'Connor.

## Filmografía
- 1979 : The Wanderers
- 1980 : Running Scared
- 1981 : Fort Apache the Bronx
- 1981 : Race for the Yankee Zephyr
- 1982 : The Soldier
- 1982 : Jinxed!
- 1984 : Purple Hearts
- 1985 : The Dirty Dozen: Next Mission
- 1986 : The Gladiator -tv film
- 1987 : Omega Syndrome
- 1987 : Wiseguy-serie
- 1991 : The Taking of Beverly Hills
- 1994 : The Favor
- 1994 : Search for Grace-tv film
- 1996 : Wiseguy -film de la serie